# Johnny Burke
Johnny Burke est un musicien et parolier terre-neuvard né en 1851 et mort en 1930. Il a écrit de nombreuses chansons populaires dans les années 1930 et 1940.

## Biographie
Il a fait des études à l'University of Wisconsin–Madison.
Il était surnommé Bard of Prescott Street.

## Chansons
Parmi les chansons qu'il a écrites :
- The Night Paddy Murphy Died (en)
- Cod Liver Oil (en)
- Murphy Broke The Pledge (en)
- Who Shipped The Moonshine To St. John's
- The Spring Maurice Crotty Fought The Old Dog-hood
- The Kelligrews Soiree (en)
- The Trinity Cake
- Never Been There Before (en)
- Betsy Brennan's Blue Hen
- Excursion Around The Bay (en)
- Little Boneen
- Old Brown's Daughter (en)
- The Flemings of Torbay (en)
- The Hat My Father Wore
- The Landfall Of Cabot
- The Sealers Gained The Strike
- The Valley Of Kilbride